# Planetary Duality
Planetary Duality es el segundo álbum de la banda de death metal técnico The Faceless. Fue lanzado el 11 de noviembre de 2008 a través de Sumerian Records (en Europa a través de Lifeforce Records). El álbum debutó en el lugar 119 de Billboard 200, vendiendo alrededor de 5600 copias en su primera semana de lanzamiento.

## Lista de canciones
| N.º | Título                                        | Duración |  |
| 1.  | «Prison Born»                                 | 1:59     |  |
| 2.  | «The Ancient Covenant»                        | 4:02     |  |
| 3.  | «Shape Shifters»                              | 0:44     |  |
| 4.  | «Coldly Calculated Design»                    | 3:41     |  |
| 5.  | «Xenochrist»                                  | 5:01     |  |
| 6.  | «Sons of Belial»                              | 4:46     |  |
| 7.  | «Legion of the Serpent»                       | 4:27     |  |
| 8.  | «Planetary Duality I: Hideous Revelation»     | 1:34     |  |
| 9.  | «Planetary Duality II: A Prophecies Fruition» | 5:28     |  |

## Créditos y personal
- Michael Keene – guitarra líder, voz, vocoder, productor, portavoz, compositor principal
- Steve Jones – guitarra rítmica
- Brandon Giffin – bajo
- Derek «Demon Carcass» Rydquist – voz
- Lyle Cooper – batería

Músicos adicionales
- Matthew Blackmar – teclista

Otros
- Pär Olofsson – diseño de portada